# Daniele Piccinini
Daniele Piccinini (Pradalunga, 3 giugno 1830 – Tagliacozzo, 9 agosto 1889) è stato un patriota italiano che legò la sua vita alle vicende garibaldine per l'indipendenza italiana nel XIX secolo.

## Primi anni e formazione
Nato a Pradalunga in provincia di Bergamo in una famiglia benestante legata alla produzione e al commercio di pietre coti e battezzato Daniele Maria Giuseppe, Daniele frequentò tre anni di ‘grammatica’ nella casa di educazione Grismondi di Redona; sostenne i tre esami come privatista all’ Imperiale Regio Ginnasio (l’attuale Liceo Sarpi) negli anni 1841, 42 e 43. Proseguì gli studi presso l’Imperiale Regio Ginnasio di Pavia, città della famiglia materna. Alcune sue espressioni di patriottismo provocarono richiami da parte di insegnanti e dirigenza scolastica; ma il suo rifiuto di cantare l’inno “Dio salvi l’Imperatore” in occasione di una cerimonia, fu la causa della sua espulsione da tutti gli istituti dell’Imperiale Regno Austriaco. Partecipò quindi volontario nel 1848 ai moti di Milano e Bergamo.
Con entusiasmo patriottico si arruolò il 28 marzo 1859 nei Cacciatori delle Alpi, V Compagnia, II Reggimento, con il quale partecipò alle battaglie di Treponti, di Varese e di San Fermo (27 maggio), dove fu ferito a una mano. Il 16 ottobre 1859 fu congedato col grado di Sergente. Ricevette una Menzione onorevole per la campagna 1859.

## Con i Mille
L'anno successivo si arruolò nella spedizione dei Mille con altri concittadini, tra cui  Francesco Nullo e Francesco Cucchi.
Il 5 maggio 1860 si imbarcò a Quarto, assegnato alla VIII Compagnia, come Comandante della II Squadra. Durante la battaglia di Calatafimi (15 maggio), il Piccinini si lanciò davanti a Giuseppe Garibaldi, aprendo il suo mantello per coprire la sgargiante camicia rossa del generale. Garibaldi non si scordò più di quel bergamasco, tanto da conferirgli sul campo la promozione a ufficiale e a volerlo al suo fianco nelle successive battaglie. Il 27 maggio fu ferito alla gamba destra a Porta Termini, durante la presa di Palermo.
L'11 giugno fu nominato capitano ed assegnato al V Battaglione, II Reggimento, II Brigata, XV Divisione. Il mese successivo fu comandante della IV Compagnia, VII Battaglione, II Reggimento, II Brigata. Il 20 luglio fu Presidente di una commissione straordinaria per reprimere reati ed intemperanze nei comuni delle zone appena conquistate.
Ricevette una medaglia d'argento, assegnatagli con Regio decreto il 12 giugno 1861.
Deluso dagli aspetti politici degli eventi, si congedò il 15 dicembre 1860; mantenne i contatti con gli ambienti patriottici, incontrando Garibaldi presso Trescore Balneario, per pianificare missioni, tra cui la liberazione del Trentino e della città di Roma.  Un dipinto di Cesare Maironi commissionato dal garibaldino Agostino Lurà rappresenta Garibaldi con alcuni volontari a Trescore nel 1862. Piccinini in piedi parla; Garibaldi è seduto circondato dai garibaldini Cristofoli, Isnenghi, Comi, Lurà e Muro; è presente una sorella del Piccinini, si presume Giuditta, coinvolta col fratello in azioni patriottiche. Il quadro è stato donato al comune di Trescore ed esposto nella sala del consiglio comunale.
Seguì l'eroe dei due mondi nella battaglia d'Aspromonte del 1862, combattendo con il ruolo di Capitano. Arrestato con Garibaldi e tutti suoi seguaci, Piccinini spezzò la sua spada, gettandola poi verso il capitano dei Bersaglieri che li arrestava, giurando che mai più ne avrebbe impugnata una.

## Terza guerra d'Indipendenza
Mantenne il giuramento: combatté nel 1866 la terza guerra d'indipendenza da soldato semplice nel I Reggimento Volontari comandato dal colonnello Federico Salomone del Corpo Volontari Italiani. segnalandosi nella Battaglia di Lodrone, e il 10 luglio 1866 ricevette una seconda Medaglia d'argento.
Al termine dei combattimenti si ritirò nella tranquillità della sua valle, dedicandosi alle sue passioni tra cui le escursioni montane e la caccia.

## Gli ultimi anni
Ritiratosi dalla vita pubblica, si dedicò alle sue passioni. Nel 1889 intraprese un viaggio verso Calabria e Sicilia al fine di verificare la situazione di queste zone dopo la spedizione che lo aveva visto tra i protagonisti.
A Tagliacozzo, dove si era trattenuto per compiere battute di caccia ed escursioni sul Gran Sasso,  a causa di un colpo accidentale partito dalla sua pistola (per mano di un inesperto conoscente, da lui subito scagionato), morì dopo cinque giorni di agonia, il 9 agosto 1889.
L'aprile 1890 la salma fu traslata a Pradalunga, paese natale, e tumulata con l'epigrafe "Daniele Piccinini, uno dei mille".